# Soloviivka, Oleksandria
Soloviivka (în ucraineană Солов'ївка) este un sat în comuna Kukolivka din raionul Oleksandria, regiunea Kirovohrad, Ucraina.

## Demografie
Componența lingvistică a localității Soloviivka
     Ucraineană (99,02%)
     Alte limbi (0,98%)
Conform recensământului din 2001, majoritatea populației localității Soloviivka era vorbitoare de ucraineană (99,02%), existând în minoritate și vorbitori de alte limbi.